# 楊稷
楊稷（？—271年），字文曹，犍為（郡治今四川省眉山市彭山区）人，是蜀漢至西晉初期將領。本為蜀漢南中都督霍弋帳下牙門將，蜀亡後隨霍弋降魏，晉代魏後又归屬於晉朝。
吳交阯郡吏呂興起事反抗吳國統治，引發「交阯之亂」，楊稷受霍弋派遣與爨谷、馬融、毛炅、董元等人率軍前往交阯支援叛吳的呂興。後呂興、爨谷、馬融相繼死去，楊稷繼任交阯太守之職，負責前線戰事。寶鼎三年（268年，晉泰始四年），吳國派劉俊等引兵來討伐，楊稷率眾人數次擊敗吳軍，後又派毛炅與董元一起攻擊吳軍駐地合浦，毛炅部在古城大敗吳軍，吳將劉俊、修則陣亡。此戰取勝後，九真、鬱林兩郡也相繼歸附晉國，楊稷奏請以毛炅為鬱林太守，董元為九真太守，董元死後又以王素為九真太守。
建衡三年（271年，晋泰始七年），吳將虞汜、陶璜等再次率大軍前來，楊稷率軍在分水大破吳軍陶璜部，殺死吳軍兩員將領，吳軍兵敗退回合浦。後來，陶璜出兵夜襲董元部，奪其輜重，又在封溪大破毛炅，並從海路奇襲交阯，此外還收買了扶嚴夷首領蔣奇派兵助戰，將楊稷等人圍困在交阯。此時霍弋又已經死去，楊稷等人陷入孤立無援的境地，三個月後城中糧盡，吳軍在裏應外合之下攻破交阯，楊稷等人被擒，押送到合浦時生病嘔血而死，死後被吳軍割首被送至建业，尸体抛入海中。霍弋死後，晉武帝本打算封楊稷為交州刺史，因有傳聞稱其投降吳國而未實行，後來晉武帝知道了事情的原委後，下令追封他交州刺史之職。